# 孙启斌
孙启斌（1991年11月6日—），曾用名韩茜，山东省济宁市人，中国足球运动员，司职守門員，现效力于中国足球超级联赛天津权健足球俱乐部。

## 职业生涯
孙启斌出自重庆力帆梯队，2010年进入重庆力帆一队名单，当时联赛报名表上他的名字是韩茜，出生日期是1991年2月5日，参赛证号为MA54241。2012年，他改以孙启斌的名字参加联赛，出生日期改为1991年11月6日，参赛证号改为MA56314。在重庆力帆期间，孙启斌大部分时间是球队的第三门将，缺少上场机会。2014年初，他离开重庆力帆，加盟中国足球乙级联赛球队大连超越。2016年，孙启斌改投乙级队天津火车头。赛季结束后，天津火车头退出乙级联赛，孙启斌只得再次另寻东家。
2017年1月，天津权健队赴深圳冬训期间，孙启斌到队中试训。之后，孙启斌加盟天津权健，俱乐部将他收入预备队，他参加了一个赛季的预备队联赛。2018年，孙启斌进入天津权健一队名单，担任替补门将。4月18日，亚洲冠军联赛小组赛最后一轮，已经提前锁定出线资格的天津权健主场迎战已经确定出局的日本球队柏太阳神，天津权健大规模轮换阵容，孙启斌获得首发机会，这是他第一次代表天津权健参加正式比赛，也是他首次在亚冠联赛出场。这场比赛天津权健最终3比2取胜。